# Кіпрське королівство
Кіпрське королівство (лат. Regnum Cypri; фр. Royaume de Chypre; грец. Βασίλειο της Κύπρου) — держава хрестоносців, створена на Кіпрі, під час Третього хрестового походу. Існувало до 1489 року.

## Історія
У 1184 році Кіпр, який до цього моменту входив до складу Візантійської імперії, захопив двоюрідний брат імператора Андроніка Комніна — Ісаак.
У 1191 році Кіпр завоював англійський король Річард I Левове Серце. Він продав острів своєму родичу, колишньому королю Єрусалимському Гі де Лузіньяну.
Династія Лузіньянів припинилась у 1267 році. Престол перейшов до принца з антіохійського княжого дому Гуго III, сина сестри Генріха I Ізабелли й Боемунда VI Антіохійського.
Аквітансько-Нормандсько-Лузіньянська династія правила до 1489 року. У 1473 році після смерті короля Жака II у нього народився син Жак III, але й той за рік помер. З цього часу Кіпр потрапив під владу Венеційської республіки. Номінально королевою вважалась вдова Жака II Катерина Корнаро, яка походила зі знатного венеційського роду. Вона заповіла Кіпр Венеції, яка 1489 року офіційно включила острів до складу своїх володінь.

## Список королів Кіпру
- Ісаак Комнін (1184—1191)
- Гі де Лузіньян (1192—1194)
- Аморі (Емерік) (1196—1205)
- Гуго I (1205—1218)
- Генріх I (1218—1253)
- Гуго II (1253—1267)
- Гуго III (1267—1284)
- Іоанн (Жан) I (1284—1285)
- Генріх II (1285—1306)
- Аморі (Амальрік) II Тірський (1306—1310), сеньйор Тіра — регент
- Генріх II (вдруге) (1310—1324)
- Гуго IV (1324—1359)
- Петро (П'єр) I (1359—1369)
- Петро (П'єр) II (1369—1382)
- Яків (Жак) I (1382—1398)
- Янус (1398—1432)
- Іоанн (Жан) II (1432—1458)
- Шарлотта (1458—1464) та у 1459—1464 спільно з чоловіком Людовиком Савойським
- Яків (Жак) II Бастард (1464—1473)
- Яків (Жак) III, малолітній (1473—1474)
- Катерина Корнаро (1473—1489)